# Lampoh Keude
Lampoh Keude is een bestuurslaag in het regentschap Aceh Besar van de provincie Atjeh, Indonesië. Lampoh Keude telt 701 inwoners (volkstelling 2010).